# Экваториальная Гвинея на летних Олимпийских играх 1992
Экваториальная Гвинея принимала участие в Летних Олимпийских играх 1992 года в Барселоне (Испания) в третий раз за свою историю, но не завоевала ни одной медали. Сборную страны представляли 2 женщины.